# Okres Nakło
Okres Nakło (polsky Powiat nakielski) je okres v polském Kujavsko-pomořském vojvodství. Rozlohu má 1120,48 km² a v roce 2020 zde žilo 86 119 obyvatel. Sídlem správy okresu je město Nakło nad Notecią.

## Gminy
Městsko-vesnické:
- Kcynia
- Mrocza
- Nakło nad Notecią
- Szubin

Vesnická:
- Sadki

## Města
- Kcynia
- Mrocza
- Nakło nad Notecią
- Szubin

## Sousední okresy
| Růžice kompasu | Piła            | Sępólno     | Bydhošť | Růžice kompasu |
| Růžice kompasu | Piła, Wągrowiec | Sever       | Bydhošť | Růžice kompasu |
| Růžice kompasu | Piła, Wągrowiec | Okres Nakło | Bydhošť | Růžice kompasu |
| Růžice kompasu | Piła, Wągrowiec | Jih         | Bydhošť | Růžice kompasu |
| Růžice kompasu | Wągrowiec       | Żnin        | Żnin    | Růžice kompasu |